# Uchidella brevicauda
Uchidella brevicauda är en stekelart som beskrevs av Horstmann 1993. Uchidella brevicauda ingår i släktet Uchidella och familjen brokparasitsteklar. Arten är reproducerande i Sverige. Inga underarter finns listade i Catalogue of Life.